# Tim Heidecker
 (mars 2019).
Si vous disposez d'ouvrages ou d'articles de référence ou si vous connaissez des sites web de qualité traitant du thème abordé ici, merci de compléter l'article en donnant les références utiles à sa vérifiabilité et en les liant à la section « Notes et références ».
Timothy Richard Heidecker est un humoriste, scénariste, réalisateur, acteur et musicien américain né le 3 février 1976 à Allentown (Pennsylvanie). Il est surtout connu pour faire partie du duo comique Tim & Eric, aux côtés d'Eric Wareheim. Ils ont créé les émissions de télévision Tom Goes to the Mayor, Tim and Eric Awesome Show, Great Job! et Tim & Eric's Bedtime Stories.
Tim Heidecker a également joué dans plusieurs films, comme Ant-Man et la Guêpe, Mes meilleures amies, Tim & Eric, le film qui valait un milliard et The Comedy. Il joue actuellement une version fictive de lui-même aux côtés de Gregg Turkington dans la websérie parodique On Cinema et son spin-off Decker.

## Biographie
Heidecker est né et a grandi à Allentown, en Pennsylvanie. Il a étudié à la Allentown Central Catholic High School (en) et la Temple University.

## Vie privée
Heidecker est marié à Marilyn Porayko,. Ils ont une fille, Amelia, née en novembre 2013, et un fils, Charlie.
Il rejoint les Socialistes démocrates d'Amérique en juin 2018.
Il se décrit comme un athée et/ou agnostique.

## Filmographie

### Cinéma
- 2001 : The Attic Expeditions : l'infirmier
- 2006 : Bienvenue en prison : le goûteur de vin
- 2011 : Terri : Mr. Flemisch
- 2011 : Mes meilleures amies : Doug Price
- 2012 : The Comedy : Swanson
- 2012 : Cinq ans de réflexion : le chef cuisinier
- 2012 : Tim & Eric, le film qui valait un milliard : Tim Heidecker
- 2014 : Un foutu conte de Noël : Dave
- 2015 : Vive les vacances : le policier de l'Utah
- 2015 : Les Quatre Fantastiques : Mr. Richards
- 2015 : Entertainment : la vedette
- 2016 : First Girl I Loved : Mr. Q
- 2017 : Brigsby Bear : Coach Dave
- 2017 : Kuso : Phil
- 2017 : Flower : Bob
- 2017 : Sundowner : Tom
- 2018 : Ant-Man et la Guêpe : Capitaine Daniel Gooobler
- 2019 : Us : Josh Tyler/Tex
- 2019 : Mister America : Tim Heidecker
- 2021 : Some of Our Stallions : Dr Thrush
- 2022 : The People's Joker : Perry White
- 2024 : Y2K de Kyle Mooney : Howard
- 2024 : Pavements : Gerard Colsoy
- 2025 : Atropia de Hailey Gates :
- 2025 : Him de Justin Tipping

### Télévision
- 2004 : Aqua Teen Hunger Force : Basketball
- 2004 à 2006 : Tom Goes to the Mayor : Tom Peters
- 2007 : Acceptable TV : Mood Swing Cosby
- 2007 à 2010 :Tim and Eric Awesome Show, Great Job : Tim Heidecker, Jan Skylar, rôles divers
- 2010 à 2016 : Check It Out! with Dr. Steve Brule : Jan Skylar
- 2010 à 2011 : Funny or Die Presents… : rôles divers
- 2011 : Jon Benjamin Has a Van : Mosham
- 2011 : Les Simpsons : Amus Bruse
- 2011 à 2013 : Bob's Burgers : Burt Dellalucci
- 2012 : Workaholics : le réverend
- 2013 : Kenny Powers : Gene
- 2013 : Tim & Eric's Bedtime Stories : rôles divers
- 2014 : Drunk History : Max Schmeling
- 2014 : Community : le membre du groupe des Four
- 2015 : Man Seeking Woman : le barman
- 2015 : Another Period : Hal Carnegie
- 2016 à 2017 : Decker : Agent spécial Jack Decker
- 2016 : Bienvenue chez les Huang : Mr. Jenkins
- 2017 : Portlandia : l'exterminateur de fourmis
- 2017 : Clarence : Tim, Teddy, Damien Dawson
- 2019 : A.P. Bio : Greg Miller/Bouvier
- 2019 : Black Monday : le premier imposteur de Milken
- 2019 : Crank Yankers : Brad
- 2020 : Beef House : Tim
- 2021 : De l'autre côté (Just Beyond): Dale
- 2021: Ultra City Smiths: Kevin DeMaximum
- 2022 : Our Flag Means Death: Doug
- 2023 : Miracle Workers: Stephen
- 2023: Solar Opposites: Garth
- 2023: Teenage Euthanasia: l'annonceur de l'Edu-Mart
- 2024: What We Do in the Shadows: Jordan
- 2025: Kiff: Rodney, Humphrey, le bébé du nouvel an

## Discographie

### Albums studio
- 2011 : Cainthology: Songs in the Key of Cain (Little Record Company)
- 2012 : Titanic and Other Songs (Orion Read)
- 2016 : In Glendale (Rado Records)
- 2017 : Too Dumb for Suicide: Tim Heidecker’s Trump Songs (Jagjaguwar)
- 2019 : What the Broken-Hearted Do... (Jagjaguwar)
- 2020 : Fear of Death (Spacebomb Records)
- 2022 : High School (Spacebomb Records)
- 2024 : Slipping Away (Bloodshot Records)

### Collaborations
Avec Davin HOOD
- 2011 : Starting from Nowhere (Little Record Company)
- 2013 : Some Things Never Stay the Same (Little Record Company)